# Макс Амес
Макс Амес е треньор по футбол от еврейски произход, старши треньор на софийския футболен клуб ЖСК (София), който после носи името Локомотив (София).

## Треньорска кариера
Роден е във Виена.
Бил е треньор на СК Югославия, а по-късно и спортен директор на същия отбор, както и в ръководството на националния отбор на Югославия. През 1939 г. е подпредседател на Белградския колоездачен съюз. Бил е начело и на скопския Вардар.
Амес е начело на столичните железничари в продължение на 2 години – от 1941 до 1943 година. Едновременно с това през 1943 година се води и треньор на юношеската формация на ЖСК (София), начело на която достига до финал на столичното първенство за излъчване на столичен първенец и участник в Директните елминиции за шампионата за юноши-старша възраст на България през 1943 година, който обаче ЖСК губи от бъдещия юношески шампион на България – отбора на офицерския спортен клуб АС23.
Макс Амес е препоръчан за треньор на ЖСК (Сф), лично от тогавашния треньор на Македония (Скопие) – Илеш Шпиц, който също е евреин по произход. Води отбора и в две международни срещи, като и в двете не записва загуба – по време на турнето на ЖСК (Локомотив Сф) в Чехия и Словакия през 1943 година, където столичните железничари завършват с равенство 5:5 срещу отбора на Зволен и побеждават с 2:1 този на Братислава.
След края на Втората световна война, Макс Амес се завръща в Югославия, където по-късно и неизвестно кога умира. Занимава се с организацията на транспорта в града.

## За него
Крум Милев-Палаврата, национален състезател: „Ние, играчите на ЖСК, доведохме през войната от Скопие треньора Макс Амес, евреин. Семейството му живееше в Белград. Криехме го във влака, спасихме го. Макс Амес беше добър човек. Работи в нашия клуб, но не показа нещо особено като футболен специалист. Препоръча ни го треньорът на Македония (Скопие) – Илияс Шпиц.“.
Стилиян Ангелов, ляв бек на ЖСК (Сф): "Макс Амес, евреин, живееше в Белград. Докарахме го от Скопие да не го спипат германците. По пътя към София един контрольор движение, Влахов се казваше, като проверяваше картотеката ни, искаше да го свали от влака. Нашият капитан Стою Недялков-Доктор Кох, отвори вратата на вагона и го заплаши: „Ще те хвърлим тебе!“. Мак Амес беше добър човек., повече обединител, а не треньор. Гушкаше с думи всички играчи. Започна работа в техническата служба на БДЖ. Настанихме го да живее до родилния дом – близо до Централна гара, в дома на Никола Беляков, началник „Стрелки“ на Завода за съоръжения и инсталации.“.
Лазар Христов (Лазо), капитан на юношите на ЖСК (Сф), роден във Вардарска Македония: „Той не е от Македония. Беше евреин, криеха го. В София дойде без семейството си. Куцаше с единия крак. Добър, кротък човек. Уважавахме го. Говореше ни на смесен сръбско-български език...“.
Асен Павлов, десен халф на ЖСК (Сф): „Макс Амес беше добър човек. Имаше слабост към мене, много ме обичаше...у нас Макс Амес минаваше повече за чужденец, отколкото за евреин. Не помня да е носил жълта звезда на ревера, като всички евреи. След толкова години оттогава не моа да кажа или да обясня защо.“.
Борислав Дуков (Биро), защитник на ЖСК (Сф): „Подмениха му (на Макс Амес – б.а.) документите. Така се говореше. Съиграчите ми Стою Недялков и Стилиян Ангелов имаха пръст в тая работа.пред тях много врати се отваряха.“.
Атанас Тане-Бай Тане: „приятен човек, разбран и сговорчив. Приятел!“.
Любен Хранов (Мистри), ляво крило на Локомотив (Сф): „Преди мача (между „Б“ отборите на Югославия и България на 5 юли 1948 г., б.а.), в хотелската стая внезапно влезе Макс Амес. Неочаквана среща за мен. Голяма изненада. Прегърнахме се. Говорехме дълго за общи приятели, за стария ни железничарски клуб. Той изглеждаше много бодър.“.